# Hargitay András
Hargitay András (Budapest, 1956. március 17. –) olimpiai bronzérmes, háromszoros világ- és Európa-bajnok úszó, állatorvos. Magyarország első úszó-világbajnoka.

## Sportpályafutása
A budapesti Bem József utcai Általános Iskolában tanult. 1976-ban érettségizett a II. Rákóczi Ferenc Gimnáziumban. 1982-ben az Állatorvostudományi Egyetemen doktorált, és a Testnevelési Főiskolán szakedzői diplomát szerzett. A Budapesti Állatkórházban praktizált. 1965-ben kezdett el úszni a KSI versenyzőjeként. Már 13 évesen részt vett az ifjúsági Eb-n, ahol két aranyérmet szerzett. 1970-ben már felnőtt Európa-bajnokságon is indulhatott, itt két számban is döntőbe jutott. Egy év múlva az ifik között tarolt az Európa-bajnokságon. Hat arany- és egy bronzérmet szerzett. 1972-ben, 16 évesen bronzérmet nyert az olimpián. Az 1973-ban első alkalommal megrendezett úszó-világbajnokságon a 400 méteres vegyesúszás bajnoka lett, ezzel a magyar úszósport első világbajnoki címét szerezte. A következő évben két Eb aranyat és egy harmadik helyezést szerzett. Az 1975-ös világbajnokságon a két vegyes szám elsőségét hódította el. A montreali olimpián nem tudott a dobogóra kerülni, 400 m vegyesen negyedik lett. Az 1977-es Eb-n 200 vegyesen lett első. 1978-ban a világbajnokságon utoljára szerzett érmet egy világversenyen. A moszkvai olimpián ismét negyedik helyezett, volt 400 m vegyesen. 1981-ben még elindult az Európa-bajnokságon, de már nem tudott döntőbe kerülni. Edzője Széchy Tamás volt.
1996. Négyes pályán címmel jelent meg önéletrajzi könyve.
2011. Túl-Part című könyv ( Kairosz kiadó – Magyarnak lenni sorozat )
2018. Feszített-Víz-Tükör ( életrajz, sport )

## Rekordjai
- világcsúcs
  - 400 m vegyes, 1974, 4:28,89
- Európa-csúcs
  - 400 m vegyes, 1973, 4:31,11
  - 400 m vegyes, 1974, 4:28,89
  - 800 m gyors, 1974, 8:31,3

## Eredményei

### Olimpia
- 1972
  - harmadik.: 400 m vegyes
  - ötödik: 200 m vegyes, 200 m pillangó
- 1976
  - negyedik: 400 m vegyes
  - huszadik: 200 m pillangó
- 1980
  - negyedik: 400 vegyes

### Világbajnokság
- 1973
  - világbajnok: 400 m vegyes
  - negyedik: 200 m vegyes
  - hatodik: 200 m pillangó
- 1975
  - világbajnok: 200 m vegyes, 400 m vegyes
  - helyezetlen: 200 m pillangó
- 1978
  - harmadik: 400 m vegyes
  - helyezetlen: 200 m vegyes

### Európa-bajnokság
- 1970
  - hatodik: 400 m vegyes
  - hetedik: 1500 m gyors
  - helyezetlen: 400 m gyors, 200 m mell, 200 m pillangó
- 1974
  - Európa-bajnok: 200 m pillangó, 400 m vegyes
  - harmadik: 200 m vegyes
  - hetedik: 4 x 100 m vegyes váltó
- 1977
  - Európa-bajnok: 200 m vegyes
  - negyedik: 400 m vegyes
- 1981
  - tizenharmadik: 200 m vegyes
  - helyezetlen: 400 m vegyes

### Ifjúsági Európa-bajnokság
- 1969
  - Európa-bajnok: 200 mell, 200 vegyes
  - ötödik: 100 m mell
- 1971
  - Európa-bajnok: 100 m gyors, 400 m gyors, 200 m mell, 100 m pillangó, 200 m pillangó, 200 m vegyes
  - harmadik: 100 m mell

## Sportvezetőként

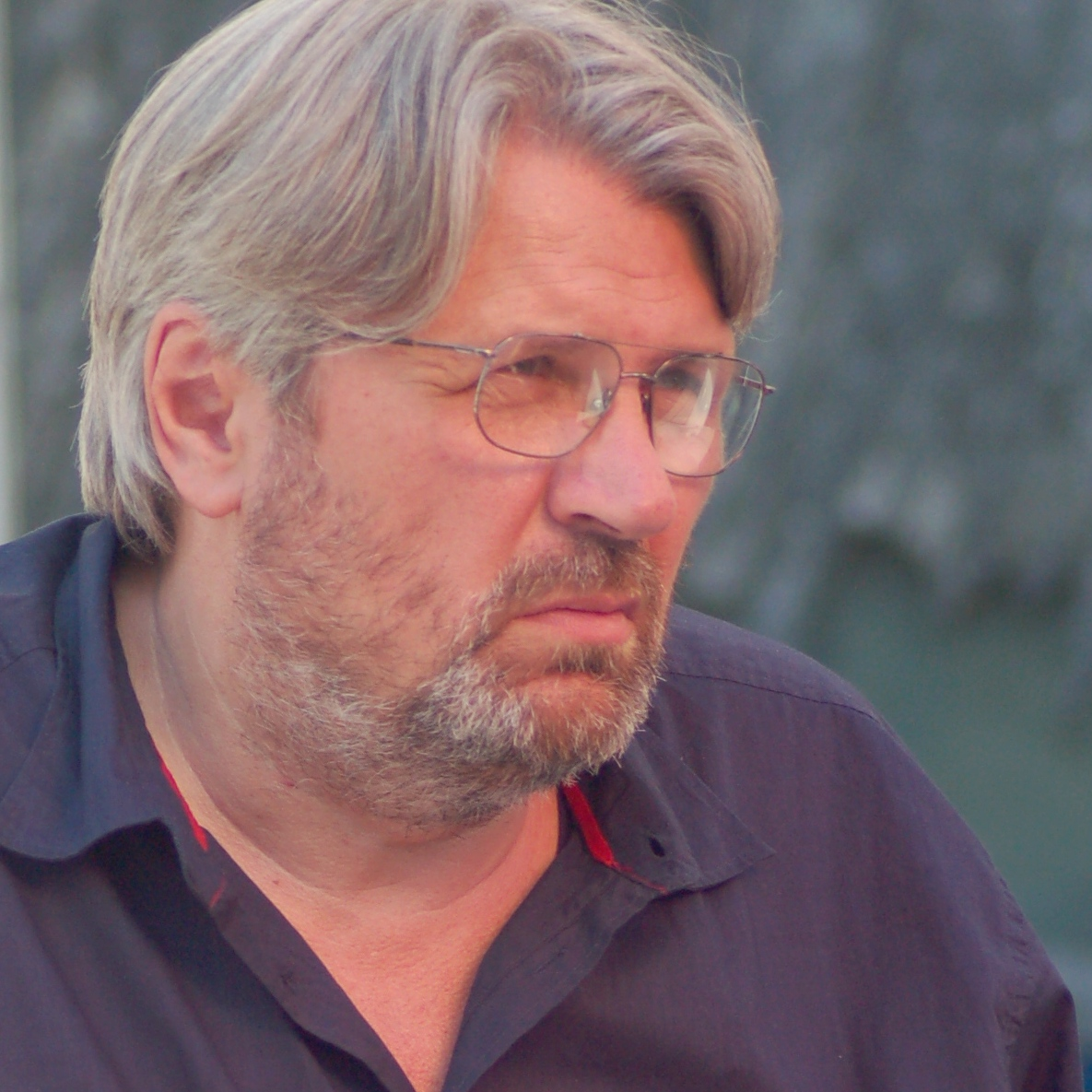
Hargitay András (2011)

1982-ben szerzett a TF-en edzői oklevelet. 1985-től 1988-ig az úszó-válogatott kapitánya volt. A Magyar Úszó Szövetség alelnöke, 1990. január és 1991. február között megbízott elnöke volt. 2014 októberében kinevezték az úszó utánpótlás szövetségi kapitányának. 2016. április 11-től 2017 januárjáig az úszóválogatott szövetségi kapitánya volt.

## Állatorvosként
1982-ben diplomázott az Állatorvostudományi Egyetemen. Ezután a Budapesti Állatkórház munkatársa lett.

## Elismerései
- Az év magyar úszója (1969, 1970, 1971, 1972, 1973, 1974, 1975, 1976, 1978)
- Az év magyar sportolója (1975)
- Magyar Népköztársaság Sportérdemérem arany fokozat (1988)
- 2008-ban bekerült az egyesült államokbeli Fort Lauderdale-ben működő Hall of Fame, a vizes sportok – így az úszás és a vízilabda – hírességeit befogadó csarnok tagjai közé.
- A Magyar Érdemrend tisztikeresztje (2012)
- A magyar úszósport halhatatlanja (2013)[4]
- Budapest díszpolgára (2019)

## Könyvek
- Négyes pályán; Pallas Stúdió, Bp., 1996
- Túl – part. Hargitay Andrással beszélget Mezei Károly; Kairosz, Bp., 2011 (Magyarnak lenni)
- Feszített víz tükör; szerzői, Budakeszi, 2018